# Bielany Duże
Bielany Duże – wieś w Polsce położona w województwie lubelskim, w powiecie łukowskim, w gminie Serokomla.
| SIMC    | Nazwa        | Rodzaj    |
| ------- | ------------ | --------- |
| 0686210 | Bielany Małe | część wsi |

W latach 1975–1998 miejscowość administracyjnie należała do województwa siedleckiego. Przez miejscowość przepływa rzeka Czarna, dopływ Tyśmienicy.
Wieś stanowi sołectwo w gminie Serokomla. Według Narodowego Spisu Powszechnego z roku 2011 wieś liczyła 125 mieszkańców.
14 kwietnia 1940 niemiecka ekspedycja kama dokonała pacyfikacji wsi Józefów, Bronisławów, Zakępie, Hordzież, Serokomla, Bielany i Ruda, mordując 191 osób. W czasie pacyfikacji Niemcy spalili w tych wsiach 27 gospodarstw. Ustalono 170 nazwisk ofiar zbrodni w tym 12 z wsi Bielany.
Wierni Kościoła rzymskokatolickiego należą do parafii św. Stanisława w Serokomli.